# Concorso internazionale di Ginevra
Il Concorso internazionale di Ginevra (Concours international d'exécution musicale de Genève), vertente sull'esecuzione di musica classica, è organizzato annualmente (con l'eccezione del 1999, in cui non si è svolto) dalla fondazione del Concorso di Ginevra.

## Storia
Il Concorso è stato istituito nel 1939 da Henri Gagnebin e Frédéric Liebstoeckl, con il nome di Concours international d'exécution musicale de Genève (CIEM). Nel 1957, l'associazione diviene uno dei membri fondatori della Fédération mondiale des concours internationaux de musique (FMCIM), la cui sede è a Ginevra.
I premiati del concorso vengono promossi attraverso concerti, tour internazionali, registrazioni e inseriti in workshop sulla pianificazione di una carriera. Nel 2007, l'intera finale del concorso di canto era registrabile dal sito della Radio della Suisse Romande.

## Organizzazione
Sovvenzionata dalla città e dal Cantone di Ginevra e sostenuta da numerosi sponsor locali, la Fondazione del Concorso di Ginevra è diretta dal Conseil de Fondation, composto da sette membri, in rappresentanza l'Orchestre de la Suisse Romande, il Grand Théâtre e il Conservatoire de musique de Genève.
Vi è anche una commissione artistica responsabile delle scelte delle discipline da mettere a concorso, della scelta dei giudici e del repertorio, e un segretariato incaricato dell'organizzazione del Concorso, posto sotto la supervisione del segretariato generale.
La presidenza del Conseil de Fondation du Concours de Genève è stata tenuta da: Henri Gagnebin, Samuel Baud-Bovy, Roger Vuataz, Jean Meylan, Claude Viala, Richard-André Jeandin e François Duchêne. Liebstoeckl è stato il primo Secrétaire général du Concours, che ha retto la posizione fino alla morte avvenuta nel 1979. Suoi successori sono stati Franco Fisch fino al 1998, e poi Didier Schnorhk.

## Vincitori e Premiati (selezione)
- Claudio Arrau (1927, pianoforte)
- Riccardo Brengola (1936, violino)[3]
- Arturo Benedetti Michelangeli (1939, Pianoforte)
- Maria Stader (1939, Canto)
- Fritz Ollendorf (1939, Canto)
- Aurèle Nicolet (1942 e 1948, Flauto traverso)
- Georg Solti (II premio nel 1941 - I premio nel 1942, Pianoforte)
- Corrado Romano (1943, violino)
- Friedrich Gulda (1946, Pianoforte)
- Paolo Spagnolo (1947 Pianoforte)
- Victoria de los Ángeles (1947, Canto)
- Wolfgang Sawallisch (1949, Duo violino e pianoforte)
- Maria Tipo (II premio nel 1948 - I premio nel 1949, Pianoforte)
- Teresa Stich-Randall (1951, Canto)
- Orietta Moscucci (1953 , Canto)
- Maurice André (1955, Tromba)
- Martha Argerich (1957, * )
- Heinz Holliger (1959, Oboe)
- Adriana Maliponte (1960) canto
- Michel Debost (1961, Flauto)
- Giuseppe Garbarino (1963, Clarinetto)
- José van Dam (1964, Canto)
- Paula Robison (1966, flauto)
- Melos Quartett (1966, Quartetto d'archi)
- Nobuko Imai (1968, Viola)
- Christian Zacharias (1969, Pianoforte)
- Peter Dvorsky (1975, Canto)
- Francesco Nicolosi (1980 2º premio ex aequo)
- Tabea Zimmermann (1982, Viola)
- Michèle Crider (1989, Canto)
- Emmanuel Pahud (1992, Flauto traverso)
- Alan Gilbert (1994, Direzione d'orchestra[4]),
- Annette Dasch (2000, Canto)
- Silvia Careddu (2001, Flauto traverso)[5]
- Dmitry Shishkin (2018, Pianoforte, 1º Premio ex aequo)[6]
- Kevin Spagnolo (2018, Clarinetto)[7]